# Stanisław Jerzy Lec
Stanisław Jerzy Lec, (pseudonyme littéraire Stach), de son vrai nom Stanisław Jerzy de Tusch-Letz, né à Lviv le 6 mars 1909 et mort à Varsovie le 7 mai 1966, est un poète et écrivain polonais.

## Biographie
Issu d'une riche famille juive vienno-galicienne, Stanisław Jerzy Lec fait ses études à Lemberg, puis à Vienne, où il obtient une licence en droit en 1933. Notoirement pro-soviétique, il participe à des revues marquées à gauche et plaide en 1939 pour le rattachement de la Pologne orientale à l'Union soviétique. Durant l'occupation allemande[Laquelle ?], il rejoint la résistance communiste polonaise.
En 1941, il est interné dans un camp de concentration et condamné à mort, mais parvient à s'évader, vêtu d'un uniforme allemand. Il s'installe en Israël en 1950 mais revient 2 ans plus tard en Pologne communiste, où ses écrits ne sont pas publiés par le régime en dépit de sa grande popularité.
Son travail littéraire à nouveau toléré, il publie en 1957 des aphorismes qui le rendent célèbre. Il est également l'auteur de poèmes et de vers satiriques.

## Publications
- Barwy (1933)
- Spacer cynika, satyry (1946)
- Notatnik polowy (1946)
- Życie jest fraszką (1948)
- Nowe wiersze (1950)
- Rękopis jerozolimski (1956)
- Myśli nieuczesane (traduit en français sous le titre : Pensées échevelées) (1957)
- Z tysiąca i jednej fraszki (1959)
- Kpię i pytam o drogę (1959)
- Do Abla i Kaina (1961)
- List gonczy (1963)
- Myśli nieuczesane nowe (traduit en français sous le titre : Nouvelles Pensées échevelées) (1964)
- Poema gotowe do skoku (1964)
- Fraszkobranie (1966)